# Stavba Narodne skupščine Republike Srbije
Stavba Državnega zbora Republike Srbije (srbsko: Дом Народне скупштине Републике Србије, Dom Narodne skupštine Republike Srbije) je sedež Državnega zbora Republike Srbije. Stavba se nahaja na Trgu Nikole Pašića v Beogradu in je mestna znamenitost, ter turistična atrakcija. Med leti 1936 in 2006 je bila stavba sedež jugoslovanskega parlamenta in parlamenta Srbije in Črne Gore.

## Zgodovina
Kralj Peter I. je zgradil predstavniški dom Kraljevine Srbije, v bližini nekdanje lokacije velike batalske džamije. Prve načrte za predstavniški dom je načrtoval arhitekt Konstantin Jovanović leta 1891. Njegovi načrti so bili nato nekoliko spremenjeni zaradi nove državne ustave. Arhitekt Jovan Ilkić je zmagal na natečaju za oblikovanje leta 1901, pri čemer je upošteval Jovanovićev osnovni načrt. Temeljni kamen je leta 1907 slavnostno postavil kralj Peter I. ob prisotnosti ostalih članov kraljeve družine in visokih uradnikov. Gradnja je trajala do leta 1936, saj so jo prekinile balkanske vojne, prva svetovna vojna in velika gospodarska kriza. Prva seja je v novi stavbi potekala 20. oktobra leta 1936.
Stavba zajema 13 800 kvadratnih metrov in je zgrajena v neobaroškem slogu. Notranjost je zasnoval ruski arhitekt Nikolai Krasnov. Krasnov je oblikoval vsako podrobnost: lestence, svetilke, ročaje, okna in pohištvo. Njegovi načrti so bili naslikani v akvarelu, namesto klasične tehnične risbe s svinčnikom in ravnilom. Po invaziji na Jugoslavijo leta 1941 in med drugo svetovno vojno, je predstavniški dom gostil visokega nemškega komandanta za jugovzhodno Evropo. Stavba je bila poškodovana med demonstracijami leta 2000 in je prikazana na bankovcu za 5000 srbskih dinarjev. Stavba je bila prikazana tudi v filmu Coriolanus iz leta 2011.

### Zunanjost
Stavbo je prvotno zasnoval arhitekt Konstantin Jovanović leta 1891, vendar so finančne omejitve takrat preprečile njeno gradnjo. Nov načrt je predstavil Jovan Ilkić leta 1901 po spremembi ustave.